# 扇斑斯氏脂䲁
扇斑斯氏脂䲁（學名：Starksia nanodes），為輻鰭魚綱䲁形目脂䲁科斯氏脂䲁屬的一個種，分布於中西大西洋巴哈馬、維京群島、貝里斯、宏都拉斯和哥倫比亞海域，深度11至30公尺，本魚體長，扁平，頭尖，眼、鼻孔和頸背觸鬚不分支，背鰭硬棘與軟條之間有一缺刻，雄魚第一臀棘長，與鰭的其餘部分分離，變性為性器官，體淡褐色，兩眼之間有一條寬闊的白帶，吻部中部向下延伸一條狹窄的白帶，從眼睛向下和向後有一個傾斜的深色斑點，身體有7條不明顯的紅褐色橫帶，橫帶間隙狹窄，間隙的上部可能為白色，橫帶和間隙均延伸至背鰭，尾鰭基部有一對大的扇形深褐色斑塊，背鰭硬棘19-21枚、背鰭軟條 7-8枚、臀鰭硬棘2枚、臀鰭軟條16-17枚，體長可達2.2公分，棲息在珊瑚礁區，生活習性不明。